# Неплюев, Иван Николаевич
Иван Николаевич Неплюев (1752 — 1823, Санкт-Петербург) — русский государственный деятель из рода Неплюевых; минский губернатор, сенатор, член Государственного совета; тайный советник.

## Биография
Родился 26 марта (6 апреля) 1752 года в семье будущего сенатора Н. И. Неплюева, внук И. И. Неплюева. Получил первоначальное домашнее образование, его воспитателем был И. И. Голиков.
В 1767 году благодаря заботам родного деда и содействию двоюродного деда, графа Н. И. Панина, был послан учиться в Швецию. Через два года вернулся и в октябре 1769 года получил чин армейского капитана, а в январе 1770 года отправился «вояжировать» в сопровождении майора Рейценштейна по Западной Европе. В 1772 году вернулся в Россию с богатым запасом различных сведений и знанием итальянского языка; в том же году принял участие в Русско-турецкой войне 1768—1774; был награждён орденом Св. Георгия 4-го класса.
Был назначен 13 марта 1793 года минским губернатором. В царствование Павла I в чине генерал-лейтенанта 3 декабря 1796 года вышел в отставку.
В январе 1801 года был назначен сенатором, с переименованием в тайные советники. В январе 1810 года был назначен членом Государственного совета.
В августе 1822 года по болезни уволен в отставку и через год, 10 (22) июля 1823 года скончался в Санкт-Петербурге; похоронен в своем имении в селе Поддубье, Петербургской губернии. По словам князя И. М. Долгорукова, Иван Николаевич Неплюев был:

…человек ограниченного ума, но богатый, чинный, степенный и ни к чему не пригодный; об нем точно можно сказать: «Мурашки не стряхнет без лайковой перчатки» (…) Я редко видал человека скучнее, тягостнее и беднее в обращении со стороны навыков и познаний этого напудренного и смазанного сенатора.

## Семья
Жена — Наталья Васильевна Самарина (17.09.1777—10.02.1836), дочь сенатора Василия Николаевича Самарина (1741—1811) и княжны Марии Васильевны Мещерской (1743—1810), внучки графа А. А. Матвеева; тётка Ю. Ф. Самарина. С 22 июля 1819 года кавалерственная дама ордена Св. Екатерины (малого креста). Умерла в Петербурге от чахотки, похоронена рядом с мужем в селе Поддубье. В браке родились:
- Иван (08.05.1802—1858), полковник Киевского гусарского полка; дед религиозного деятеля Н. Н. Неплюева
- Адриан (28.1.1804—12.4.1829)
- Мария (1805—17.03.1871), замужем (с 23.10.1823) за князем Эльпидифором Парфентьевичем Енгалычевым (1802—20.01.1853). В ноябре 1823 года К. Я. Булгаков писал, что «гвардейский уланский офицер Енгалычев увез дочь покойного сенатора Неплюева и тотчас с нею обвенчался». По словам М. Сперанского, это «небывалое происшествие прервало монотонную жизнь города. Князь Енгалычев, глупого отца и глупой семьи сын, увез дочь Неплюева. Мать, говорят, была рада: ибо долго бы ей не сбыть с рук эту красавицу, а теперь сбывает и без приданого. В прочем девушка вероятно решилась на это и для того, что мать её ненавидеть и нет ей другого имени как шлюха»[4]. Енгалычев был последователем секты  известной Татариновой. С 1834 года ему принадлежала  усадьба Воронино, где он выстроил двухэтажный каменный дом и разбил парк.